# クエン酸CoAトランスフェラーゼ
クエン酸CoAトランスフェラーゼ(Citrate CoA-transferase、EC 2.8.3.10)は、以下の化学反応を触媒する酵素である。
アセチルCoA + クエン酸{\displaystyle \rightleftharpoons }酢酸 + (3S)-シトリルCoA
従って、基質はアセチルCoAとクエン酸の2つ、生成物は酢酸と(3S)-シトリルCoAの2つである。
この酵素は転移酵素、特にCoAトランスフェラーゼに分類される。系統名は、アセチルCoA:クエン酸CoA-トランスフェラーゼ(acetyl-CoA:citrate CoA-transferase)である。この酵素は、クエン酸回路に関与している。